# Poudenx
Poudenx (gaskonsko Podens) je naselje in občina v francoskem departmaju Landes regije Akvitanije. Naselje je leta 2009 imelo 220 prebivalcev.

## Geografija
Kraj leži v pokrajini Gaskonji 39 km jugozahodno od Mont-de-Marsana.

## Uprava
Občina Poudenx skupaj s sosednjimi občinami Aubagnan, Castelner, Cazalis, Hagetmau, Horsarrieu, Labastide-Chalosse, Lacrabe, Mant, Momuy, Monget, Monségur, Morganx, Peyre, Sainte-Colombe, Saint-Cricq-Chalosse, Serres-Gaston in Serreslous-et-Arribans sestavlja kanton Hagetmau s sedežem v Hagetmauu. Kanton je sestavni del okrožja Mont-de-Marsan.

## Zanimivosti
- cerkev Janeza Krstnika;